# Canton de Montbéliard-Est
Le canton de Montbéliard-Est est un ancien canton français situé dans le département du Doubs et la région Franche-Comté. Il a été créé par décret du 16 août 1973 divisant le canton de Montbéliard et a été supprimé lors des élections départementales de mars 2015.

## Représentation
| Période | Période          | Identité              | Étiquette | Qualité |
| ------- | ---------------- | --------------------- | --------- | --- |
| 1973    | 1985             | Jacques Hélias        | PS        | Médecin à Montbéliard |
| 1985    | 1992             | Gérard Kuster         | RPR       | Conseiller commercial de société Député (1986-1988) |
| 1992    | 1998             | Monique Rousseau      | RPR       | Chargée de mission dans l'industrie automobile Députée (1993-1997) Ancienne adjointe au maire de Montbéliard                                                                    |
| 1998    | 2011             | Jacques Hélias        | PS        | Médecin - Maire de Montbéliard (2008-2014) Suppléant du député Joseph Parrenin (1997-2002)                                                                                      |
| 2011    | 2014 (démission) | Marie-Noëlle Biguinet | UMP       | Assistante sociale Conseillère municipale de Montbéliard depuis 2008 Adjointe au maire de Montbéliard (2001-2008) Ancienne conseillère régionale Maire de Montbéliard (2014-?). |
| 2014    | 2015             | Pierre Mazimann       | UMP       | Formateur indépendant Adjoint au maire de Bethoncourt |

## Composition
| Nom                     | Code Insee | Intercommunalité                     | Population (dernière pop. légale)               |
| ----------------------- | ---------- | ------------------------------------ | ----------------------------------------------- |
| Montbéliard (chef-lieu) | 25388      | CA Pays de Montbéliard Agglomération | Fraction : 20 537(2012) Commune : 25 521 (2014) |
| Bethoncourt             | 25057      | CA Pays de Montbéliard Agglomération | 5 729 (2014)                                    |

La fraction de Montbéliard faisant partie de ce canton était déterminée par une ligne qui part du point commun de la limite de la ville de Montbéliard, de la commune de Bethoncourt et du département de la Haute-Saône, suit la limite de la commune de Bethoncourt et de la ville de Montbéliard jusqu'à la route nationale n° 438 appelée en ce lieu route d'Héricourt, emprunte l'axe médian des voies suivantes : route d'Héricourt, rue du Docteur-Tuefferd, carrefour des rues du Docteur-Flamand, du Docteur-Tuefferd, du Maréchal-Foch et Frédéric-Thourot, rue Frédéric-Thourot, rue Parmentier, rue du Bois-Bourgeois, rue Émile-Blazer, rue des Miches, rue Joseph-Rossel, rue du- Bois-d'Allondas, rue de Horbourg, rue des Vignes (jusqu'à la limite de la commune de Sainte-Suzanne constituée par l'axe médian de la rue de Roses) et suit la limite communale de la ville de Montbéliard avec les communes de Sainte-Suzanne, Courcelles-lès-Montbéliard, Arbouans, Audincourt, Exincourt, Sochaux, Grand-Charmant, Bethoncourt (jusqu'au point de rencontre des limites territoriales des communes de Bethoncourt, Montbéliard et du département de la Haute-Saône).

## Démographie
| 1975 | 1982 | 1990   | 1999   | 2006   | 2011   | 2012   |
| ---- | ---- | ------ | ------ | ------ | ------ | ------ |
| -    | -    | 30 585 | 29 080 | 27 205 | 26 437 | 26 422 |